# Kampung Baru (Kupitan)
Kampung Baru is een bestuurslaag in het regentschap Sijunjung van de provincie West-Sumatra, Indonesië. Kampung Baru telt 1596 inwoners (volkstelling 2010).